# 58 Tauri
58 Tauri, eller V696 Tauri, är en pulserande variabel av Delta Scuti-typ (DSCTC) i Oxens stjärnbild.
58 Tau varierar mellan visuell magnitud +5,22 och 5,28 med en period av 0,036 dygn eller 52 minuter.